# Threat Matrix
Threat Matrix é um seriado americano de televisão que foi ao ar em 2003 nos Estados Unidos.

## Sinopse
A série constou de eventos nos Estados Unidos, combatidos pela Homeland Security, unidade anti-terrorismo, liderada pelo agente especial John Kilmer. O título remete a um relatório entregue ao presidente dos Estados Unidos a cada manhã, que contém informações sobre as última s ameaças contra a segurança dos Estados Unidos.

## Elenco
- James Denton ... Agente Especial John Kilmer
- Kelly Rutherford ... Agente Especial Frankie Ellroy-Kilmer
- Anthony Azizi ... Mohammad "Mo" Hassain
- Kurt Caceres ... Tim Vargas (2003–2004)
- Mahershala Ali ... Jelani Harper
- Melora Walters ... Lia "Lark" Larkin (2003–2004)
- Shoshannah Stern ... Holly Brodeen
- Kelly Hu ... Agente Mia Chen (3 episódios, 2004)
- Tom Yi ... Coreano Aide